# Frühe Fackellilie
Die Frühe Fackellilie (Kniphofia praecox) ist eine Pflanzenart aus der Gattung der Fackellilien (Kniphofia) in der Unterfamilie der Affodillgewächse (Asphodelaceae).

## Merkmale
Die Frühe Fackellilie ist ein ausdauernde, krautige Pflanze, die Wuchshöhen von 100 bis 200 Zentimeter erreicht. Sie bildet ein Rhizom aus. Die Blätter sind derb, meist fein gesägt und 20 bis 40 Millimeter breit. Die Deckblätter sind schmal lanzettlich und lang zugespitzt. Der Blütenstand misst 12 bis 30 × 6 bis 7 Zentimeter und ist dicht. Das Perigon ist 24 bis 34 Millimeter lang und wird um 4 bis 15 Millimeter von den Staubblättern überragt.
Die Blütezeit reicht wahrscheinlich von Juni bis August.

## Vorkommen
Die Frühe Fackellilie kommt in Südafrika in der Kap-Provinz an Bachufern und auf Grasland in Senken in Höhenlagen von 0 bis 1800 Meter vor.

## Nutzung
Die Frühe Fackellilie wird selten als Zierpflanze genutzt. Die Art ist vor 1800 in Kultur genommen worden.

## Belege
- Eckehart J. Jäger, Friedrich Ebel, Peter Hanelt, Gerd K. Müller (Hrsg.): Rothmaler Exkursionsflora von Deutschland. Band 5: Krautige Zier- und Nutzpflanzen. Spektrum Akademischer Verlag, Berlin/Heidelberg 2008, ISBN 978-3-8274-0918-8.